# Thomas Zhang Huaixin
Thomas Zhang Huaixin (chiń. upr. 张怀信; chiń. trad. 張懷信; pinyin Zhāng Huáixìn; ur. 23 maja 1925 w Liangbudaying, zm. 8 maja 2016 w Anyang) – chiński duchowny katolicki, biskup, więzień za wiarę.

## Biografia

### Młodość i prezbiteriat
Urodził się 23 maja 1925 w Liangbudaying, w Honghetun, w prefekturze Anyang; w pobożnej, katolickiej rodzinie. W 1934 lat wstąpił do Niższego Seminarium Duchownego w Jixianie, a następnie do Wyższego Seminarium Duchownego w Kaifengu. 19 października 1950 otrzymał święcenia kapłańskie z rąk arcybiskupa Kaifengu Gaetanego Pollio PIME. Następnie był księdzem w Tiencinie i Anyangu.
W 1951 biskup Jixianu Mario Civelli PIME, któremu komuniści uniemożliwiali wykonywanie obowiązków biskupich mianował ks. Guo Haoxina administratorem diecezji oraz ustalił, że w przypadku śmierci lub innej przeszkody w sprawowaniu funkcji administratora jego miejsce ma zająć ks. Cui Zhenduo, a gdyby i on nie mógł jej pełnić administratorem miał zostać ks. Thomas Zhang Huaixin.
Po nasileniu prześladowań katolików ks. Thomas Zhang Huaixin odmówił przystąpienia do Patriotycznego Stowarzyszenia Katolików Chińskich, którego oddział lokalny powstał w diecezji Jixian w 1958. W tym samym roku został uznany za prawicowca i skazany na obóz pracy przymusowej, w którym przebywał do 1966. Później pracował jako rolnik.
Po odwilży w 1980 dostał zgodę na powrót do posługi kapłańskiej w swojej diecezji. W początkowym okresie pracował również w sąsiedniej prefekturze apostolskiej Xinxiang.

### Episkopat
19 października 1981 za zgodą Stolicy Apostolskiej potajemnie przyjął sakrę biskupią z rąk podziemnego biskupa Zhengding Juliusa Jia Zhiguo. Nie mając uznania władz państwowych pracował jako zwykły kapłan w Anyangu, który od 1951 jest siedzibą diecezji Jixian.
22 października 2004 bp Thomas Zhang Huaixin został uznany przez rząd w Pekinie. Nie wstąpił jednak do Patriotycznego Stowarzyszenia Katolików Chińskich. Od tej pory mógł on jawnie wykonywać posługę biskupa, w tym m.in. wyświęcać nowych księży, których dotychczas wyświęcali biskupi z innych diecezji.
W 2015 bp Zhang Huaixin wyświęcił na biskupa swojego koadiutora Josepha Zhanga Yinlina. Była to pierwsza sakra biskupia udzielona za zgodą zarówno Stolicy Apostolskiej jak i rządu w Pekinie w czasie pontyfikatu Franciszka (ostatnia miała miejsce w 2012).
Bp Zhang Huaixin zmarł w 8 maja 2016 o godz. 12:10.

### Podsumowanie
Za jego pontyfikatu doszło do odrodzenia diecezji, w której podczas rewolucji kulturalnej życie religijne praktycznie nie istniało. W 1978 liczyła ona 4 księży (w tym tylko dwóch pracowało w diecezji), nieznaną liczbę sióstr zakonnych i nieco ponad 2000 wiernych świeckich. W chwili śmierci bp Zhang Huaixina w 2016 diecezja liczyła 31 księży, 120 zakonnic i 50 000 wiernych. Powstały też instytucje charytatywne.